# Aglaosoma
Aglaosoma is een geslacht van vlinders uit de familie van de tandvlinders (Notodontidae), uit de onderfamilie van de Thaumetopoeinae. De wetenschappelijke naam van dit geslacht is voor het eerst voorgesteld door Harriet Scott in een publicatie uit 1864.
De soorten van dit geslacht komen voor in Australië.

## Soorten
- A. periblepta Turner, 1922
- A. variegata (Walker, 1855)